# Leonid Wladimirowitsch Charitonow
Leonid Wladimirowitsch Charitonow (russisch Леонид Владимирович Харитонов; * 19. Mai 1930 in Leningrad, RSFSR, UdSSR; † 20. Juni 1987 in Moskau, RSFSR, UdSSR) war ein sowjetischer Theater- und Film-Schauspieler.

## Leben und Leistungen
Charitonow ließ sich in seiner Geburtsstadt am Большой драматический театр (Großes Dramentheater) und der Staatlichen Schdanow-Universität Leningrad zum Schauspieler ausbilden und begann 1954 sein Engagement beim Moskauer Akademischen Staatstheater, dem er mit einer kurzen Unterbrechung zwischen 1962 und 1963 bis zu seinem Tod angehörte. Während dieser kurzen Abwesenheit spielte er am gleichfalls in Moskau beheimateten Lenkom-Theater.
Im Jahr seines Theaterdebüts war Charitonow als Hauptdarsteller in Feuertaufe auch erstmals vor der Kamera zu sehen. Im darauf folgenden Jahr spielte er den jungen Soldaten Iwan Browkin in der musikalischen Komödie Wanja, das geht zu weit, selbigen verkörperte er auch in der Fortsetzung Wanja erobert Neuland, die nach Browkins Demobilisierung spielt. In beiden Filmen ist er gleichzeitig als Sänger zu hören. Im Laufe seiner weiteren Filmkarriere sollte Charitonow noch mehrfach Militärangehörige verkörpern, u. a. in Капроновые сети (Kapronowye seti, 1962) und dem Mehrteiler Вечный зов (Wetschny sob, 1973–1983). Außerdem lieh er in der russischsprachigen Fassung des Antikriegsfilmes Die Brücke dem Charakter des Klaus Hager seine Stimme. Einem jüngeren Publikum wurde er außerdem durch seine Zarendarstellungen in den Märchenfilmen Feuer, Wasser und Posaunen und Abenteuer mit der Tarnkappe bekannt. In letzterem war er erstmals seit rund 20 Jahren wieder in einer Hauptrolle zu sehen. Charitonows Filmografie umfasst nahezu 50 Werke.
Charitonow war seit 1961 Mitglied der KPdSU. Am 2. Juni 1972 erhielt er den Titel Verdienter Künstler der RSFSR.
Leonid Charitonow starb infolge seines zweiten Schlaganfalles und wurde auf dem Wagankowoer Friedhof, Abteilung 50, beigesetzt. Kurz zuvor war er noch in der sowjetisch-tschechoslowakischen Produktion Hunde-Theater zu sehen.

## Privatleben
Charitonow war dreimal verheiratet, seine Ehefrauen waren gleichfalls Schauspielerinnen. Die erste Ehe ging er mit Swjetlana Nikolajewna Charitonowa, geb. Sorokina, (1932–2012) ein, die ebenfalls in Wanja, das geht zu weit zu sehen war. Die Verbindung wurde bereits nach zwei Jahren gelöst. Danach heiratete er Dschemma Grigorijewna Osmolowskaja (1938–2019) und zuletzt 1963 Jewgenija Alexandrowna Gibowa (1942–2004).
Er war der ältere Bruder des Schauspielers Wiktor Wladimirowitsch Charitonow (1937–2015) und der Schwager der Schauspielerin Larissa Petrowna Pilipenko (* 1942), Wiktors Ehefrau.
Leonid Wladimirowitsch Charitonow war nicht mit dem Sänger Leonid Michailowitsch Charitonow (1933–2017) identisch.

## Filmografie (Auswahl)
- 1954: Feuertaufe (Schkola muschestwa)
- 1955: Wanja, das geht zu weit (Soldat Iwan Browkin)
- 1955: Der Sohn (Syn)
- 1955: Jungenstreiche (Wasjok Trubatschjow i ego towarischtschi) Васёк Трубачёв и его товарищи
- 1959: Wanja erobert Neuland (Iwan Browkin na zeline)
- 1968: Feuer, Wasser und Posaunen (Ogon, woda i … mednye truby)
- 1978: Inkognito aus Petersburg (Inkognito is Peterburga)
- 1979: Mann, bleib auf dem Teppich! (Sujeta sujet)
- 1980: Das Haus in der Waldstraße (Dom na Lesnoi)
- 1980: Tage aus dem Leben Ilja Oblomows (Neskolko dnei is schisn I. I. Oblomowa)
- 1983: Auktion (Aukzion)
- 1983: Krumme Touren (Is schisn natschalnika ugolownogo rosyska)
- 1983: Abenteuer mit der Tarnkappe (Tam, na newedomych doroschkach...)
- 1987: Hunde-Theater (Postoronnim bchod rasreschjon)